# Вікторія Торнлі
Вікторія Торнлі (англ. Victoria Thornley, нар. 30 листопада 1987, Сент-Асаф, Велика Британія) — британська веслувальниця, срібна призерка Олімпійських ігор 2016 року, чемпіонка Європи.

## Виступи на Олімпіадах
| Олімпіада           | Дисципліна   | Місце |
| ------------------- | ------------ | ----- |
| Лондон 2012         | вісімки      | 5     |
| Ріо-де-Жанейро 2016 | парна двійки | 2     |

## Зовнішні посилання
- Вікторія Торнлі — олімпійська статистика на сайті Sports-Reference.com (англ.) (архівна версія)
- Профіль [Архівовано 12 січня 2021 у Wayback Machine.] на сайті FISA.

1. ↑  Victoria Thornley